# Далбю
Далбю — містечко у Швеції, що має населення 5 708 осіб. Розташовано за 10 кілометрів на південний схід від Лунда та близько 20 кілометрів на південний схід від Мальме.
Містечко має найстарішу у Скандинавії кам'яну церкву.